# Betula globispica
Betula globispica là một loài thực vật có hoa trong họ Betulaceae. Loài này được Shirai mô tả khoa học đầu tiên năm 1894.